# Фортуна (Мурсія)
Фортуна (ісп. Fortuna) — муніципалітет в Іспанії, у складі автономної спільноти Мурсія. Населення — 9813 осіб (2010).
Муніципалітет розташований на відстані близько 320 км на південний схід від Мадрида, 35 км на північ від Мурсії.
На території муніципалітету розташовані такі населені пункти: (дані про населення за 2010 рік)
- Ахауке: 175 осіб
- Лос-Баньйос: 924 особи
- Капрес: 55 осіб
- Лос-Каррільйос: 45 осіб
- Лас-Касікас: 117 осіб
- Фортуна: 7015 осіб
- Фуенте-Бланка: 66 осіб
- Ла-Гарапача: 148 осіб
- Ояермоса: 20 осіб
- Ла-Матанса: 396 осіб
- Пенья-Сафра-де-Абахо: 9 осіб
- Пенья-Сафра-де-Арріба: 25 осіб
- Лас-Пеньяс: 295 осіб
- Рамбла-Салада: 293 особи
- Рауда: 11 осіб
- Ла-Хінета: 219 осіб

## Демографія
Динаміка населення (INE ):

## Галерея зображень

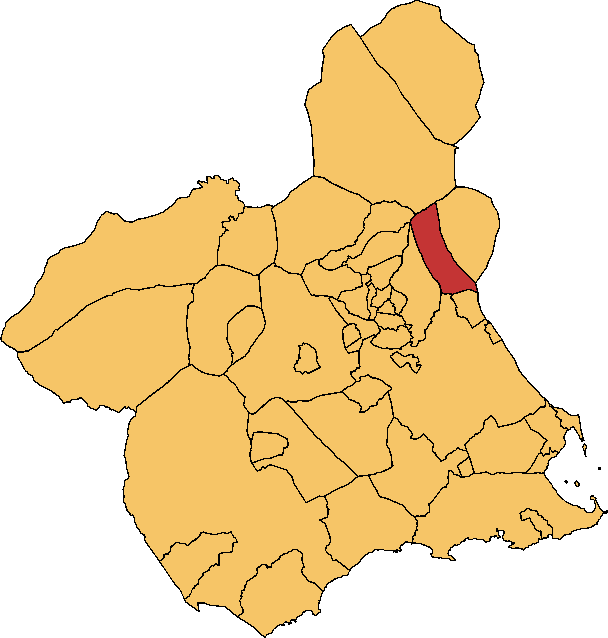
Розташування муніципалітету у провінції Мурсія